# Плавунець плоскодзьобий
Плавунець плоскодзьобий (Phalaropus fulicarius) — невеликий прибережний птах ряду Сивкоподібних, поширений на гніздуванні в арктичних районах Євразії та Північної Америки. Перелітний птах, який мігрує переважно океанічними маршрутами, що нехарактерно для більшості куликів. В Україні рідкісний залітний птах на всій території.

## Морфологічні ознаки
Статевий диморфізм у дорослих птахів полягає у тому, що самки забарвлені більш яскраво, ніж самці. У дорослої самки в шлюбному вбранні верх голови і вуздечка чорні; щоки і покривні пера білі; пера спини і покривні пера крил чорні, з вохристою облямівкою; поперек і надхвістя сірі; шия і низ тулуба насичено руді; зверху на крилі вздовж основи другорядних махових пер проходить біла смуга, яку видно в польоті; спід крил білий, махові пера зверху сірувато-чорні; стернові пера сірі, середня пара темно-бура; дзьоб жовтий, на кінці чорний; ноги сірі. Дорослий самець у шлюбному вбранні схожий на шлюбну дорослу самку, але верх голови бурий, з темними вузькими поздовжніми смугами; шия і низ тулуба з домішкою білого. У позашлюбному вбранні самець і самка подібні: верх сірий; тім'я, потилиця і смуги за очима чорно-бурі; решта оперення біла; дзьоб темно-бурий, з жовтою основою. У молодого птаха пера верху чорні, з вохристою облямівкою; низ і шия білі, на шиї, волі і боках іржастий відтінок; дзьоб темно-бурий.
Маса тіла 35—60 г, довжина тіла 20—22 см, розмах крил 37—40 см.

## Спосіб життя

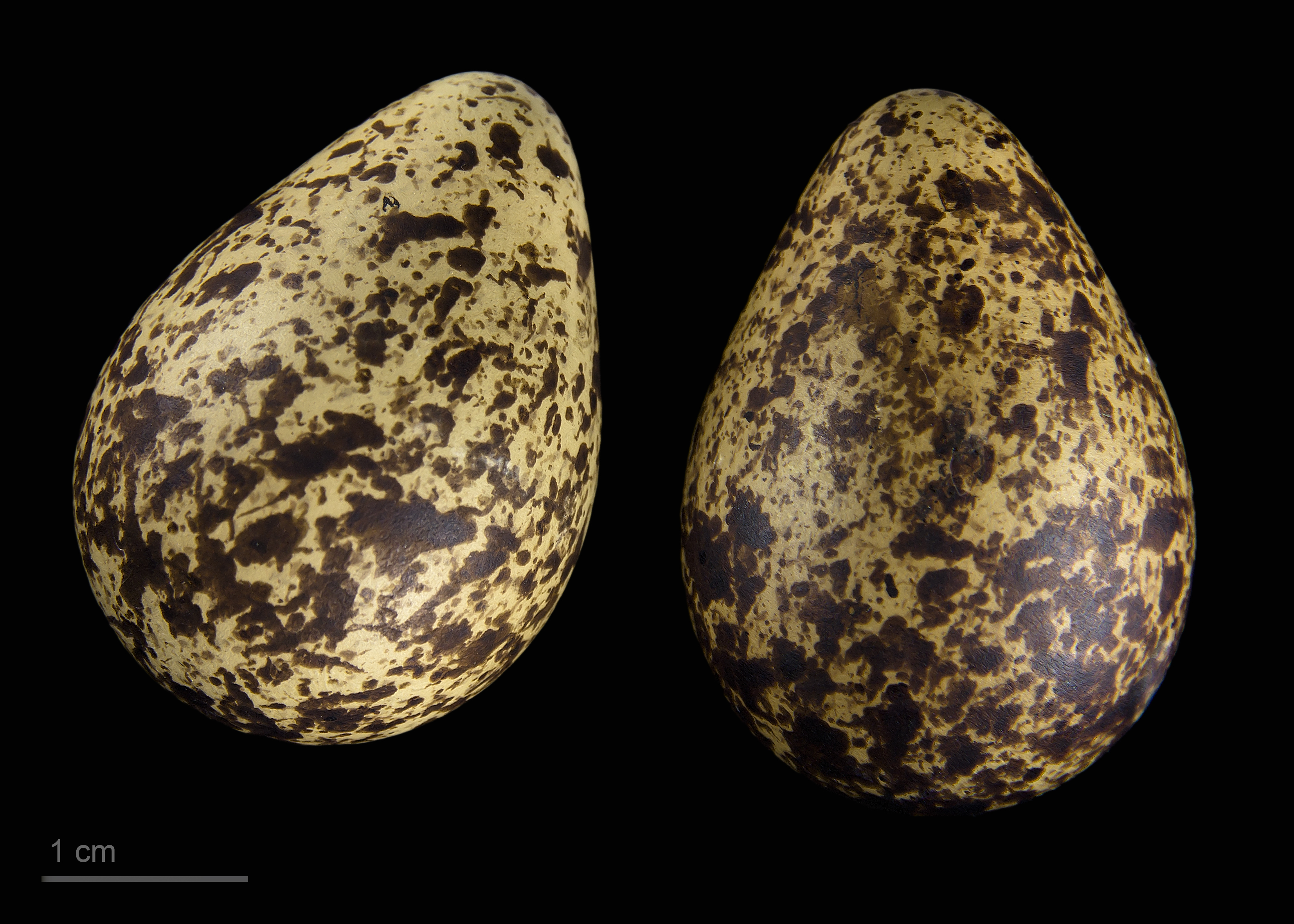
Яйця плоскодзьобого плавунця в оологічній колекції (Тулузький музей)

Гніздиться на землі на заболочених ділянках тундри з невеликими водоймами, заболоченими луками, на заболочених долинах річок. До гніздування приступає наприкінці травня — на початку червня. Гніздо розміщує зазвичай на краю невеликого озера. У кладці буває 4, рідше 3 яйця, насиджує їх самець протягом 19 днів. З виводком, як правило, буває тільки самець, але інколи з пташенятами бувають обидва з батьків.
Мігрує над морями, причому птахів відмічали на відстані 80—160 км від берега. Місця зимівель розміщені у тропічних і субтропічних районах Африки та Південної Америки. Зимують переважно у відкритому морі, на великій відстані від материків. Притримуються районів океану, найбагатших планктонними організмами. У позагніздовий період часто тримаються зграями, які нараховують десятки або навіть декілька тисяч особин.
Під час живлення плосконосі плавунці часто швидко плавають у невеликому колі, утворюючи невеликий вир. Живляться безхребетними, інколи літають у повітрі, полюючи на комах.